# Antropometria
Az antropometria az embertan, vagyis az antropológia egyik vizsgálati módszere, aminek segítségével objektíven, szigorúan meghatározott mérési eszközökkel, számításokkal, nemzetközileg elfogadott elvek alapján pontos adatok nyerhetőek az ember testi felépítéséről, aminek felhasználásával a kutatások alapján következtetések vonhatóak le az ember alakjára, fejlődésére vonatkozóan.
Az antropometria az embertan segédtudománya, mely az emberi test leírható és mérhető jellegeinek rendszerezésével és egybevetésével foglalkozik.

## Leírása
Négy nagy tudományterület ismeretanyagára épül, ezek az élettani, örökléstani, orvosbiológiai és alkattani vizsgáló módszerek.
Mivel az embernek morfológiai (alaki), fiziológiai (élettani), metrikus (mérhető), genetikai (öröklődő) jellegei vannak, így ez a tudományterület tartalmazza mindezen jellegek humánbiológiai tanulmányozására kidolgozott módszereket. Ezen belül az antropometria az élő és meghalt ember mérhető jellegeinek vizsgálatánál alkalmazható és nemzetközileg elfogadott módszereket foglalja magában. Tehát az antropometria a humánbiológián belül a humánbiológiai módszerek közé tartozik.